# Furtuna Velaj
Furtuna Velaj (ur. 8 marca 1990 w Glođanem) – albańska piłkarka pochodząca z Kosowa, w 2011 roku dołączyła do reprezentacji Albanii.

## Życiorys
W 1998 roku przeniosła się z rodzicami do Stanów Zjednoczonych. Ukończyła studia politologiczne na Quinnipiac University, mieszkała następnie w Stamford.

## Życie prywatne
Pochodzi z rzymskokatolickiej rodziny, jest córką Binake i Mhilla; przed wybuchem wojny w Kosowie ojciec pracował jako nauczyciel. Ma cztery młodsze siostry: Simone, Nol, Aulonę i Lindę; Linda również została piłkarką, a Aulona była w latach 2012-2013 reprezentantką Albanii.